# Nkosazana Dlamini-Zuma
Nkosazana Clarice Dlamini-Zuma, geboren als Nkosazana Clarice Dlamini (Pietermaritzburg, 27 januari 1949), ook bekend onder haar initialen NDZ, is een Zuid-Afrikaanse politica en anti-antiapartheidsactiviste voor het Afrikaans Nationaal Congres (ANC).

## Loopbaan
Dlamini-Zuma was de minister van Volksgezondheid van Zuid-Afrika van 1994 tot 1999 in het kabinet-Mandela, onder president Nelson Mandela. Vervolgens was zij tien jaar lang minister van Buitenlandse Zaken onder de presidenten Thabo Mbeki en Kgalema Motlanthe.
Van 1982 tot 1998 was Dlamini-Zuma gehuwd met Jacob Zuma, met wie ze vier kinderen heeft. Toen haar ex-man in 2009 president van Zuid-Afrika werd, benoemde hij haar in zijn eerste kabinet tot minister van Binnenlandse Zaken. Deze functie zou ze 3,5 jaar bekleden, waarna ze van 15 oktober 2012 tot 30 januari 2017 een internationaal mandaat opnam als voorzitter van de commissie van de Afrikaanse Unie.
In 2017 werd ze door president Zuma naar voren geschoven om hem op te volgen als voorzitter van het Afrikaans Nationaal Congres (ANC) en als president van Zuid-Afrika. Tijdens de 54e Nationale Conferentie van het ANC in december 2017 werd de strijd om het partijvoorzitterschap echter gewonnen door Cyril Ramaphosa. Ramaphosa nam haar evenwel op in zijn eerste kabinet als minister van Planning, Monitoring en Evaluatie van het Presidentschap. In het tweede kabinet-Ramaphosa, dat aantrad in 2019, was Dlamini-Zuma aanvankelijk minister van Coöperatief bestuur en Traditionele zaken. Na een kabinetsherschikking in maart 2023 werd ze minister van Vrouwen, Jeugd en Gehandicapten. Deze laatste functie bekleedde ze tot na de verkiezingen van 2024.
- Gemeinsame Normdatei: 143723499
- International Standard Name Identifier: 0000 0000 6200 5342
- Library of Congress Control Number: nb2009015896
- Virtual International Authority File: 90491116
- WorldCat: E39PBJxcWMVVCyGd4dbbpf9MT3